# Belle Époque
|  | Per a altres significats, vegeu «Belle Époque (pel·lícula)». |

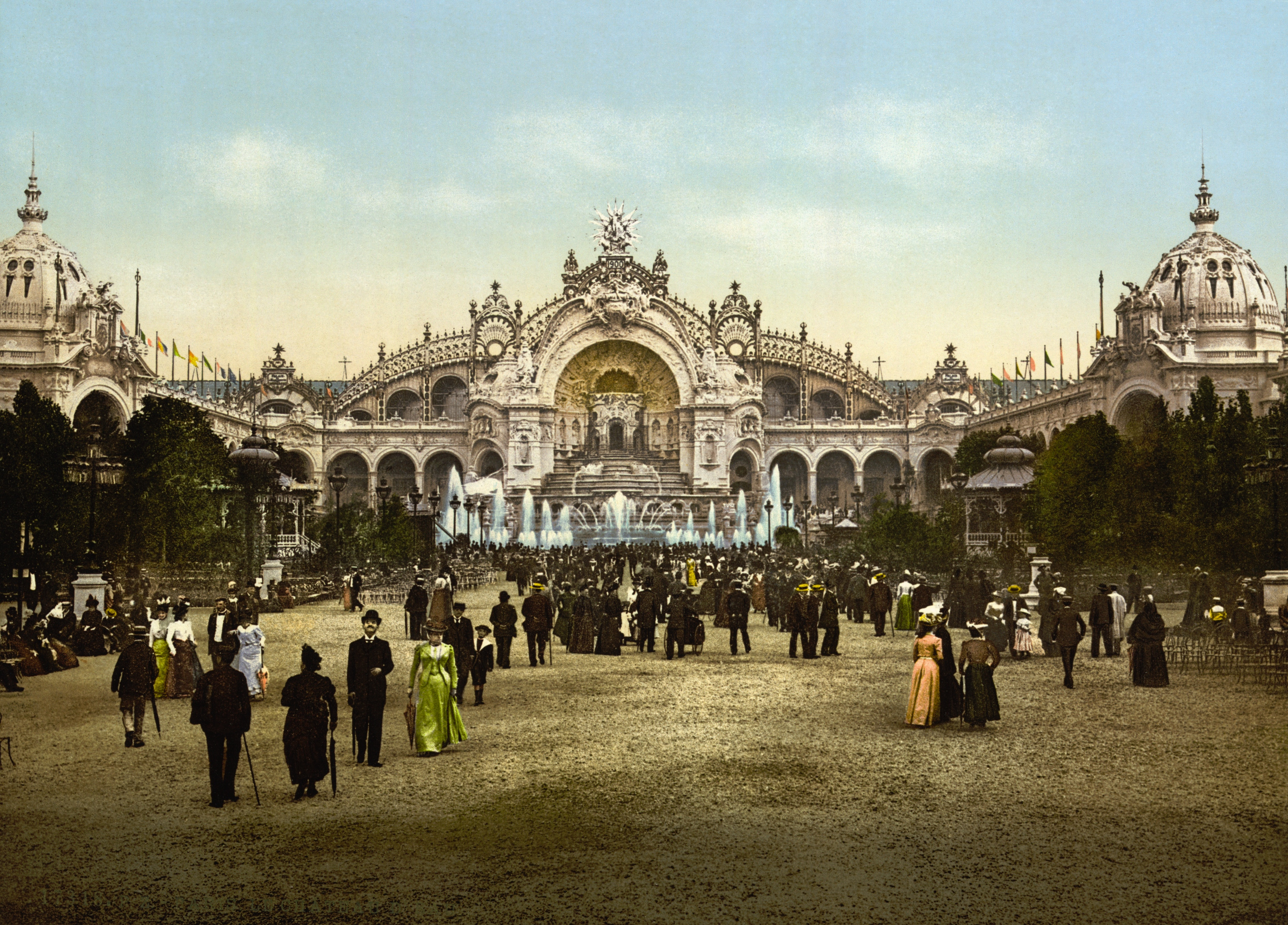
L'Exposició Universal de París de 1900

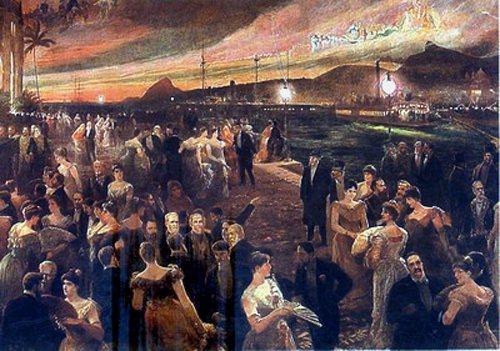
Darrer ball, 1905. Aurélio de Figueiredo

La Belle Époque és un període històric de progrés social, econòmic, tecnològic i polític a Europa que s'estén des de les acaballes del segle xix al començament de la Primera Guerra Mundial, el 1914. Aquesta expressió francesa va aparèixer després de la Gran Guerra per evocar el període anterior i posterior a la depressió econòmica entre el 1870 i el 1895 conegut com la Gran Depressió.
| «                                                                           | Ningú no creia en guerres, revolucions o daltabaixos. Radicalismes i violència semblaven impossibles en una era de la raó. […] El segle xix, amb el seu idealisme liberal, estava convençut d'anar pel camí dret i infal·lible vers "el millor dels mons". Hom mirava amb menyspreu les èpoques anteriors, amb les seves guerres, fams i revoltes, com si fossin temps en què la humanitat encara era menor d'edat i no prou il·lustrada. | » |
| — Stefan Zweig, El món d'ahir: memòries d'un europeu (Quaderns Crema, 2001) | |   |

## Aspectes generals: un període de pau
Després de la Guerra francoprussiana, Europa visqué un llarg període de pau de quatre dècades, una era que fou molt favorable per als progressos tècnics i econòmics. Tots aquests progressos van tenir lloc sobretot a França, Bèlgica, Alemanya, Itàlia, al Regne Unit i a l'Imperi Austrohongarès.
En tot Europa, la mà d'obra s'organitzava en sindicats o en partits polítics: és durant aquest període que apareixen els primers partits socialistes europeus, i cada cop amb més influència.
La població d'aquesta època és molt optimista quant als extraordinaris progressos tècnics. No triguen a aparèixer el positivisme i el cientisme. La Belle Époque es fa present sobretot als bulevards de les capitals europees, als cafès i cabarets, a les galeries d'art, a les sales de concerts i als salons freqüentats per una mitjana burgesia que s'aprofita del progrés econòmic.

## LaBelle Époquea la França de 1879 a 1914
Després de la Gran Depressió (1873-1896) França entra en un període de creixença en el marc de la segona Revolució Industrial.
Durant el Segon Imperi el país creix, adquireix Niça i Savoia, però perd tota l'Alsàcia i una part de la Lorena en el tractat de Frankfurt de 1871, i és quan apareix un nacionalisme revengista.
L'espai nacional s'unifica per integrar les noves províncies. Així doncs, el tacot (tren) estén la seva xarxa ferroviària per contribuir a la fi de l'aïllament de les àrees rurals. De fet, la població, que progressivament ha anat urbanitzant-se, encara és majoritàriament rural (56% el 1911). La demografia francesa no és gaire dinàmica en aquesta època.
La població francesa, encara molt jerarquitzada, pren consciència de pertànyer a una sola nació i adquireix l'orgull de ser una gran potència. Les classes mitjanes exerceixen un pes important en les condicions de la vida política nacional, fortament marcada per la constitució de nous partits liberals (moderats i radicals), amb un llarg consens, però, de republicans i patriotes.
París és una ciutat en plena urbanització i modernització, símbol de la França de la Belle Époque, i és gràcies a Haussmann que comença a adquirir cada vegada més població.
Tanmateix, cal matisar aquest positivisme, ja que hi ha a França un retard econòmic innegable a causa dels problemes demogràfics (pocs naixements, malthusianisme), estructurals (les empreses són majoritàriament petites, no hi ha gaires assalariats i l'artesania està molt lligada a una tradició que alenteix la producció), tot i les nombroses inversions a l'estranger (els emprèstits russos), i als problemes agraris (mà d'obra agrícola massa nombrosa: 40% dels actius treballen en l'agricultura, només un 32% en el sector secundari i un 28% en el terciari). Aquest retard en l'àmbit agrari es deu a petites propietats heretades durant la Revolució de la venda dels dominis del clergue, on es practica la policultura i la ramaderia extensiva: a més a més, la mecanització agrícola, tot i que ja existeix, és encara minoritària. França és, doncs, la quarta potència mundial. Del 1871 al 1913, l'índex de creixement del PIB per capita (1,4% per any) és inferior al d'Alemanya (1,7%), però superior al del Regne Unit (1,2%).